# Dell Technologies
Dell Technologies Inc. là công ty đa quốc gia của Hoa Kỳ có trụ sở tại Round Rock, Texas. Công ty được thành lập sau khi Dell và EMC (sau này được gọi là Dell EMC) sáp nhập vào tháng 9 năm 2016.
Các sản phẩm của Dell bao gồm máy tính cá nhân, máy chủ, điện thoại thông minh, tivi, phần mềm máy tính, bảo mật máy tính và bảo mật mạng, cũng như các dịch vụ bảo mật thông tin. Dell được xếp hạng 35 trong danh sách Fortune 500 (500 công ty có doanh thu lớn nhất Mỹ) vào năm 2018.

## Hoạt động hiện tại
Khoảng 50% doanh thu của công ty đến từ Mỹ.
Dell có 3 công ty con:
- Dell Client Solutions Group (chiếm 48% doanh thu năm 2019) – sản xuất máy tính để bàn, máy tính xách tay, máy tính bảng và thiết bị ngoại vi như màn hình, máy in, máy chiếu dưới nhãn hiệu Dell.
- Dell EMC Infrastructure Solutions Group (chiếm 41% doanh thu năm 2019) – cung cấp giải pháp lưu trữ.
- VMware (chiếm 10% doanh thu năm 2019)) – công ty con đại chúng chuyên về các giải pháp ảo hóa và điện toán đám mây.

Ngoài ra Dell còn sở hữu 5 doanh nghiệp độc lập khác: RSA Security, Pivotal Software, SecureWorks, Virtustream, và Boomi, Inc.

## Lịch sử

Logo Dell–EMC sáp nhập được giới thiệu năm 2016

Dell Inc. trở thành công ty tư nhân vào năm 2013 sau khi được Michael Dell mua lại, lúc đó công ty cho biết rằng đang phải đối mặt với tình trạng không mấy sáng sủa, và cần vài năm rút lui khỏi công chúng để phát triển lại.
Ngày 12 tháng 10 năm 2015, Dell thông báo đã mua EMC, công ty về phần mềm và lưu trữ cho doanh nghiệp, với giá 67 tỷ USD. Đây được xem là thương vụ mua lại một công ty công nghệ giá trị nhất lịch sử. Michael Dell được hỗ trợ bởi Temasek Holdings của Singapore và Silver Lake Partners trong thương vụ này.
Ngày 7 tháng 9 năm  2016, Dell Inc. hoàn tất sáp nhập với EMC Corp., gồm khoản nợ 45,9 tỷ USD và 4,4 tỷ USD giá trị cố phiếu.
Các bộ phận Dell Services, Dell Software Group, và Dell EMC Enterprise Content đã được bán ngay sau đó với số tiền thu được là 7 tỷ USD, được dùng vào việc trả nợ. Tháng 10 năm 2017, Dell được cho rằng muốn đầu tư 1 tỷ USD vào nghiên cứu và phát triển IoT.
EMC đã bị Elliodt Management Corporation, một quỹ phòng hộ nắm giữ 2,2% cổ phần của EMC gây áp lực để tái cấu trúc lại công ty. Elliodt cho rằng việc bộ phận của EMC hoạt động như các công ty độc lập làm giảm giá trị của EMC II, phần cốt lõi của EMC - chuyên về lưu trữ cho doanh nghiệp, và việc cạnh tranh giữa các sản phẩm của EMC II và VMware gây nhầm lẫn cho thị trường và cản trở cả hai công ty.
The Wall Street Journal ước tính Dell đạt doanh thu 27,3 tỷ USD từ máy tính cá nhân và 8,9 tỷ USD từ máy chủ trong năm 2014, trong khi đó EMC thu về 16,5 tỷ USD từ EMC II, 1 tỷ USD từ RSA Security, 6 tỷ USD từ VMware, và 230 triệu USD từ Pivotal Software.
EMC sở hữu 80% cổ phần của VMware. VMware vẫn hoạt động như một công ty độc lập sau khi bị mua lại, dưới dạng cổ phần chuyển đổi không có quyền kiểm soát; phần còn lại của EMC thuộc về Dell.
Việc mua lại đã buộc Dell phải báo tài chính hàng quý - việc đã bị ngưng lại từ năm 2013 sau khi được chuyển thành công ty tư nhân.
Dell Technologies cung cấp các sản phẩm và dịch vụ về lĩnh vực kiến trúc mở rộng, cơ sở hạ tầng hội tụ và điện toán đám mây riêng.

### IPO
Ngày 29 tháng 1 năm 2018, có thông tin rằng Dell Technologies đang xem xét việc sáp nhập ngược với công ty con VMWare để phát hành ra công chúng, mục đích có thể là để trả khoản nợ 50 tỷ USD.
Ngày 28 tháng 12 năm 2018, Dell Technologies trở thành công ty đại chúng.